# Tayuza
Tayuza ist eine Ortschaft und eine Parroquia rural („ländliches Kirchspiel“) im Kanton Santiago der ecuadorianischen Provinz Morona Santiago. Die Parroquia besitzt eine Fläche von 94,68 km². Beim Zensus 2010 wurden 1510 Einwohner gezählt. Für das Jahr 2015 wurde eine Einwohnerzahl von 1700 angenommen. Die Bevölkerung besteht zu knapp 49 Prozent aus Mestizen sowie zu knapp 48 Prozent aus Angehörigen der indigenen Volksgruppe der Shuar. Diese ist insbesondere in den Comunidades Sharip, Natemtza, Muchimkim, Tuna und Yuu vertreten.

## Lage
Die Parroquia Tayuza befindet sich in der vorandinen Zone zwischen der Ostflanke der Cordillera Real und der Cordillera de Kutukú. Die Längsausdehnung in NNW-SSO-Richtung beträgt 18,7 km. Der Río Upano fließt entlang der südlichen Verwaltungsgrenze nach Westen. Dessen rechte Zuflüsse Río Sarentzal und Río Yurupasa fließen entlang der östlichen Verwaltungsgrenze nach Süden. Der 570 m hoch gelegene Hauptort Tayuza befindet sich 9 km ostnordöstlich vom Kantonshauptort Santiago de Méndez am rechten Flussufer des Río Upano. Die Fernstraße E45 (Macas–Zamora) verläuft entlang dem rechten Flussufer des Río Upano und passiert dabei den Hauptort Tayuza.
Die Parroquia Tayuza grenzt im äußersten Norden an die Parroquia Asunción (Kanton Sucúa), im Osten an die Parroquia San Francisco de Chinimbimi, im Süden an die Parroquia Patuca sowie im Westen an die Parroquia Santiago de Méndez.

## Orte und Siedlungen
In der Parroquia gibt es neben dem Hauptort Tayuza folgende Comunidades:
- Charip
- Muchimkim
- Natemtza
- San Salvador
- Tuna
- Yuu

## Geschichte
Die Parroquia Tayuza wurde am 21. Juni 1972 gegründet.